# Рокси, Райан
Ра́йан Ро́кси (англ. Ryan Roxie) — американский гитарист и композитор, родился в Сакраменто (Калифорния). На данный момент проживает в Стокгольме (Швеция) вместе со своей семьей. Играл в таких группах, как: Candy, Electric Angels, Гилби Кларк, Tal Bachman, Dad’s Porno Mag, Glamnation, Slash's Snakepit, Alice Cooper, The Silver Blackouts. Сейчас играет в собственной группе Happy Pill.

## Оборудование и инструменты
Рокси играет на гитарах модели GMP. Эта фирма сконструировали для него его именную модель «Roxie SS». Что касается усилителей, то гитарист использует усилки Fender/Sunn Model T и кабинеты Fender. Если говорить об эффектах: обычный набор Тремоло, педалей Вау-Вау и эффекты эхо. Рокси пытается обходиться без всевозможных процессоров. Беспроводная система Shure, которую он использует прекрасно сохраняет чистый звук. Среди акустических гитар Райан предпочитает продукцию фирмы Crafter. В настоящее время гитарист сотрудничает с фирмой Gibson.

## Ранние годы
Райан Рокси взялся за гитару, когда ему было пять лет. Инструмент всегда лежал у них дома, так как отец Райана играл на нём. Но первым инструментом будущего гитариста была труба. Рокси рано понял, что у него не получится одеваться, как ему хочется или отращивать себе волосы, если он будет играть на трубе. Серьёзно заниматься гитарой Райан начал в 11-12 лет. Первую электрогитару Райан Рокси получил на Рождество. Это был кремовый Stratocaster как у Джими Хендрикса. Увлечение гитарой было спровоцировано просмотром сериала «Патриджи»: «Когда я был ребенком, по телевизору шло одно шоу, оно называлось The Partridge Family. Главный герой, Кейт Партридж, был сыгран Дэвидом Кассиди. И когда народ спрашивает меня о моем самом большом влиянии, я всегда называю имя Кейт. Все считают, что я говорю о Кейте Ричардсе, но на самом деле Кейта Партриджа из „Семейки Партриджей“».

## Дискография
- 1985 — Teenage Neon Jungle (с Candy)
- 1991 — Electric Angels (с Electric Angels)
- 1997 — Dad’s Porno Mag (с Dad’s Porno Mag)
- 1999 — Dad’s Porno Mag (Re-Release) (с Dad’s Porno Mag)
- 2000 — Ain’t Life Grand (с Slash’s Snakepit)
- 2004 — Peace, Love and Armageddon (с Roxie 77)
- 2008 — This Year (Single Release) (с Happypill)

### Вместе сГилби Кларком
- 1994 — Pawnshop Guitars (Virgin Records)
- 1995 — Blooze (Virgin Records)
- 1997 — The Hangover (Paradigm Records)
- 1998 — Rubber (Pavement Records)

### Вместе сAlice Cooper
- 1997 — A Fistful of Alice (Guardian Records)
- 2000 — Brutal Planet (Spitfire Records)
- 2001 — Dragontown (Spitfire Records)
- 2003 — The Eyes of Alice Cooper (Spitfire Records)
- 2005 — Dirty Diamonds (New West / Eagle Records)